# Synagoge (Bayonne)

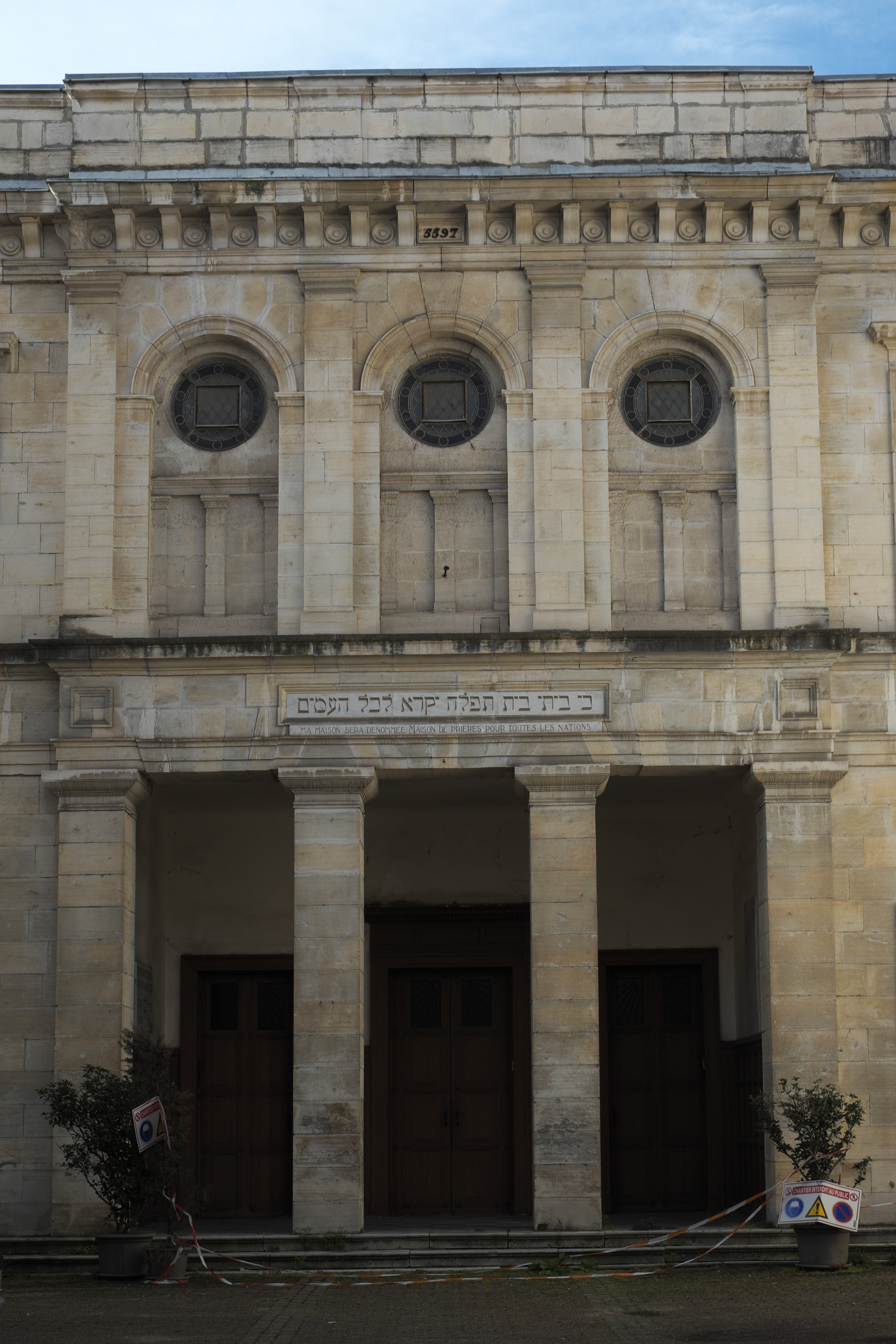
Synagoge in Bayonne (2016)

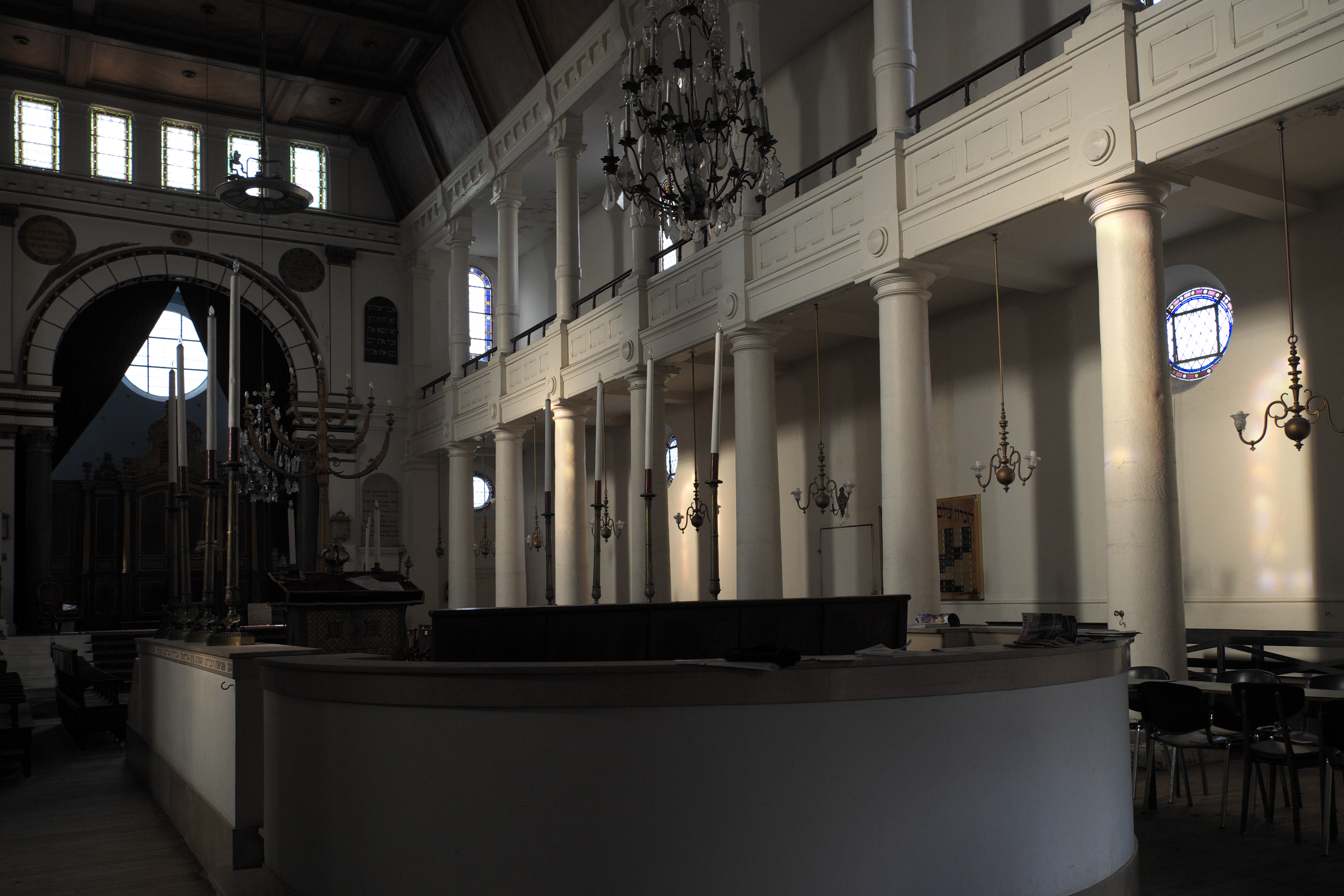
Innenansicht

Die Synagoge in Bayonne, einer französischen Stadt im Département Pyrénées-Atlantiques in der Region Nouvelle-Aquitaine, wurde 1836/37 nach Plänen des Architekten Capdeville errichtet. Die Synagoge in der Rue Maubec Nr. 35 steht seit 1995 als Monument historique auf der Liste der Baudenkmäler in Frankreich.
Der klassizistische Bau steht ein wenig verdeckt in einem Hof, dessen Einfahrt von zwei Pavillons flankiert wird. Am 26. September 1837 fand die feierliche Einweihung statt. Der heutige Stadtteil Saint-Esprit, wo sich die Synagoge befindet, war damals noch eine eigenständige Gemeinde.
Seit 2016 wird die Synagoge renoviert. Es finden ganzjährig Gottesdienste statt.

## Ausstattung

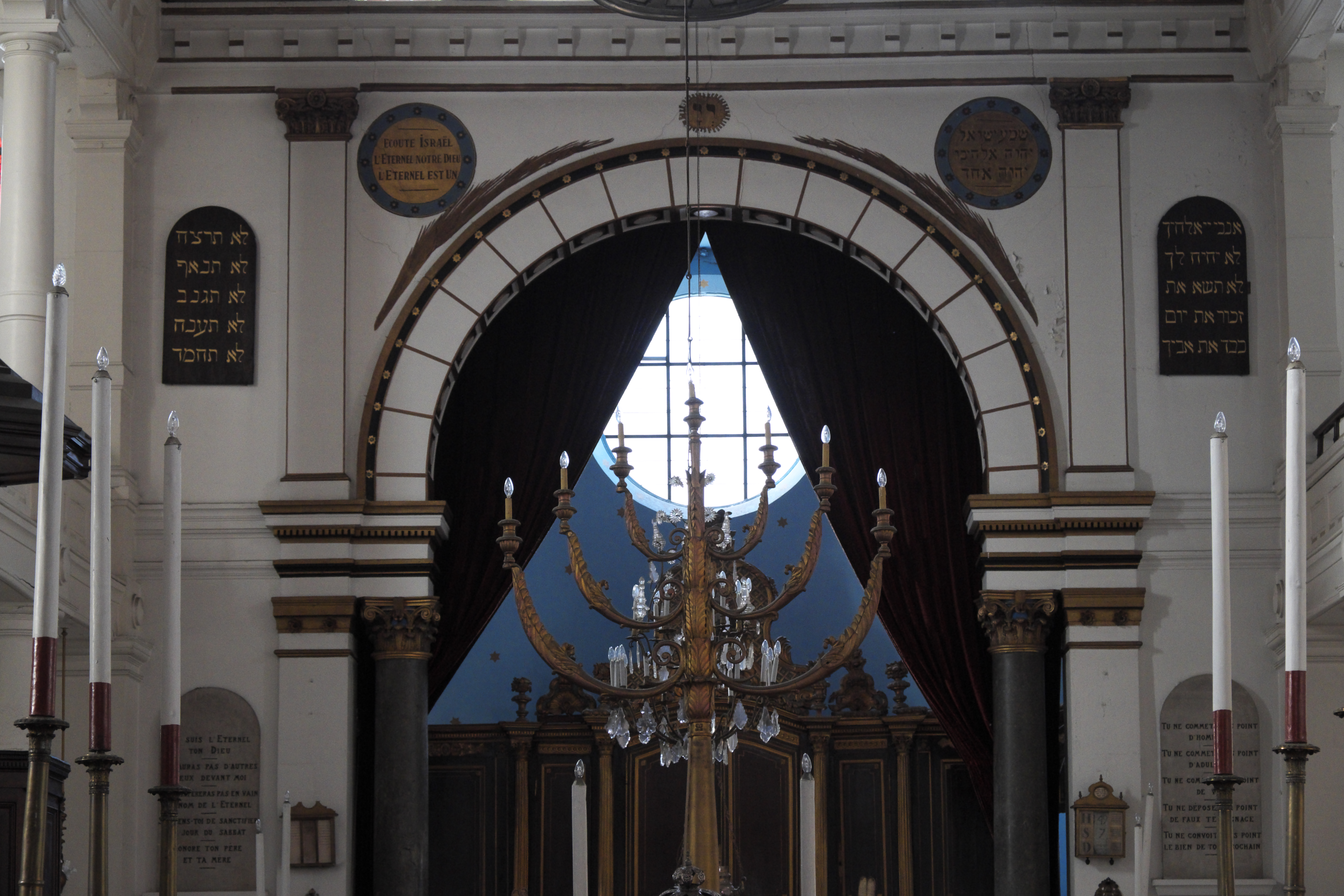
Menora

Die Bleiglasfenster wurden von der Glasmalerei Mauméjean geschaffen.
Der Thoraschrein im Stil des Rokoko, die Menora und die Kanzel stammen aus dem Vorgängerbau, der an gleicher Stelle um 1600 errichtet worden war.